# Nextstrain
Nextstrain är ett samarbete mellan forskare i Seattle, USA, och Basel, Schweiz, som tillhandahåller en samling verktyg med öppen källkod för att visualisera genetiken bakom hur virussjukdomar sprids vid utbrott. 
Organisationens syfte är att ge stöd åt arbete folkhälsa och övervakning av smittsamma sjukdomar, genom att förbättra förståelsen av hur patogener sprids och utvecklas. Nextstrain-plattformen tog sitt avstamp 2015. Källkoden som utvecklats av Nextstrain offentliggörs genom github och all data är tillgänglig på webbplatsen.

## Applikationer
Nextstrain tillhandahåller en uppdaterad analys av följande patogeners genuppsättning:
- Fågelinfluensa
- Denguefeber
- Enterovirus D68
- Mässling
- Påssjuka
- Sars-cov-2
- Influensa
- Tuberkulos
- West Nile
- Västafrikansk ebola 2013-16
- Zika

### Covid-19-pandemin
Nextstrain och dess resultat har ofta citerats under Coronaviruspandemin 2019–2021.